# Эклектика в русской архитектуре
Экле́ктика (эклектизм, от др.-греч. ἐκλεκτός «избранный, отборный» от др.-греч. ἐκλέγω «выбираю, отбираю, избираю»), в советском и российском искусствоведении — период в русской архитектуре 1830—1890-х годов, описывающий разнородные архитектурные направления, объединённые единой композиционной системой.
Эклектика возникла, во многом, как реакция на однообразие архитектуры русского классицизма, которое достигло апогея в период правления императора Николая I. Под влиянием изменений в общественной, политической, экономической, духовной и культурной сферах жизни российского общества, архитектура страны стала разнообразной.
Большое значение в художественном методе эклектики занимало использование элементов так называемых исторических стилей. Важной частью эклектики стала национально-романтическая тенденция в искусстве, вылившаяся в создание национального русского стиля.

## Терминология
Термин эклектика в России впервые употребил Н. В. Гоголь в статье «Об архитектуре нынешнего времени» в 1831 году. Под влиянием Гоголя литератор Н. В. Кукольник в «Художественной газете» писал об «эклектическом веке» и преодолении новыми архитекторами «столбового однообразия», имея в виду ордерные колоннады классицистического периода.
Со временем в российском искусствоведении сложилась устойчивая тенденция:
- историки декоративно-прикладного искусства после гамбургской выставки 1977 года приняли для обозначения периода 1830-х — 1880-х годов термин историзм.
- историки архитектуры определяют тот же период термином эклектика, ссылаясь на определение Гоголя и Кукольника.

Академик архитектуры Татьяна Славина отмечала, что термин эклектика новому направлению в архитектуре дали сами современники, подразумевая под ним не эклектичность зданий, а вкладывая иной смысл, так называемый «умный выбор», связанный с новыми течениями в общественно-политической мысли XIX века: краеугольным камнем сознания человека новой эпохи становится необходимость в «рациональном (логическом) обосновании выбранной цели, программы, действия».
Впоследствии термин обрёл и другой, негативный, смысл — беспорядочное смешение различных исторических источников в одном произведении. Данный взгляд на эклектику в конце XIX века пропагандировали идеологи «Мира искусства», считавшие, что бездумное, как им казалось, смешение стилей тормозит выработку стилевого единства искусства нового времени. Историк архитектуры Евгения Кириченко в книге «Архитектурные теории XIX века в России» (1986) писала, что оценочный (отрицательный) смысл термина необходимо заменить на сугубо терминологическое определение эклектики, как периода 1830-х — 1890-х годов в архитектуре, что должно подчёркивать его целостность, по аналогии с барокко первой половины XVIII века и классицизмом второй половины XVIII — первой трети XIX веков.
Как указывала Славина, современные исследователи сняли негативный оттенок термина, оставив его в применении как обозначение архитектуры 1830-х — 1890-х годов. Таким образом, в российской архитектурной историографии многозначный термин эклектика чаще всего обозначает период в архитектуре страны середины — конца XIX века, описывающий разнородные архитектурные течения (исторические стили), объединённые единой композиционной системой.
В западноевропейском искусствоведении для обозначения новой методологической системы в архитектуре, возникшей в период кризиса европейского неоклассицизма 2-й половины XVIII века, закрепился термин «историзм». В последние годы в российской искусствоведческой литературе появилась тенденция заменять термин эклектика термином историзм. Тем не менее, большинство исследователей российской архитектуры XIX века пользуются терминологией немецкого исследователя В. Гетца, предложившего различать «историзм» как образ мышления и «эклектицизм» как художественный метод. По его мнению, историзм «пользуется методом эклектицизма как средством выражения».

## Предпосылки возникновения
Русский историк искусств, искусствовед Пётр Петров в 1865 году констатировал «громадный шаг, сделанный [русским] зодчеством за последние 20—30 лет, отделяющих нас от архитектуры предков, которая, по своей тяжести и малой приложимости к существенным потребностям жизни, кажется удалённой от нас на целые столетия». Современные исследователи также относят начало перелома в архитектурном процессе, следствием которого стало изменение архитектуры как таковой (радикально изменились города, здания, их интерьеры и конструкции), к 1830-м годам. Славина указывала, что его причины необходимо искать прежде всего в общественной, политической, экономической, духовной и культурной сферах жизни.
На основе изменений наступавшей буржуазной (капиталистической) эпохи в Российской империи, Славина выделяла главные предпосылки и процессы, оказавшие влияние на формирование эклектики:
- Изменение типа общественного сознания, выразившееся в смене системы ценностей. На первый план выходят: человеческая личность (вместо сословной иерархии), свобода выбора (вместо обычая), разнообразие типов поведения и форм самовыражения (вместо общепринятых ритуалов); особо ценятся предприимчивость и здравый смысл; в число ключевых понятий входит прогресс; важнейшим завоеванием эпохи становится историзм мышления.
- Урбанизация, оказавшая на архитектуру огромное влияние: складывался специфический городской образ жизни, в котором жизнь человека и его семьи сильнее переплеталась с жизнью города в целом.
- Технический прогресс, давший архитектуре новые материалы и конструкции.
- Смена заказчика. Дворянский период классицистической архитектуры закончился и в 1830-х годах на социальную арену вышли промышленники, коммерсанты и финансисты. Постепенно ослабевала роль государственного заказа.
- Архитектурная критика и предпочтения. Появление интеллигенции со своим архитектурным вкусом. Архитектура становится предметом пристального внимания писателей, публицистов, философов, художников и самих архитекторов. Возникает архитектурная критика.
- Реставрация. С 1830-х годов в России впервые началась реставрация памятников архитектуры — совершенно неизвестный ранее вид профессиональной деятельности.

## Периодизация
Историю российской архитектуры новейшего времени рассматривают как единый процесс, проходивший под знаком перелома 1830-х годов. В целом он охватывал 1830—1910-е годы. Современное архитектуроведение выделяет три фазы этого процесса:
- Николаевская эпоха (1830—1850-е годы).
- Александровская эпоха (1860—1890-е годы).
- Третья фаза (1895—1917 годы) при Николае II.

Между указанными фазами существует глубокая внутренняя связь, так как в них больше общего, чем различий. Однако третью фазу по архитектуроведческой традиции выделяют в отдельный от эклектики период, что связано со сложностью и противоречивостью данного времени в российской истории, а также появлением в этот период качественно новых явлений в архитектуре (см. ретроспективизм и модерн).
Е. И. Кириченко отмечала, что в искусствоведении внутри эклектики было принято выделять два разнородных этапа: первый этап или романтизм (хронологически совпадает с Николаевской эпохой) и второй этап — реализм (Александровская эпоха). В конце 1980-х годов в искусствоведении наметилась тенденция применять термин «историзм» ко второму этапу развития эклектики. Доктор архитектуры, профессор кафедры истории архитектуры ЛИСИ В. И. Пилявский выделяет в периодизации эпохи эклектики фазу распада классицизма как наиболее ранний этап.
Исследователи Т. Ф. Давидич и Л. В. Качемцева указывали, что эклектичные мотивы в архитектуре Российской империи проявились ещё раньше — с 1740—1770-х годов в форме таких направлений, как шинуазри (китайщина) и «русская готика», толчком к появлению которых послужили веяния общеевропейского проторомантизма.

### Распад классицизма
В 1830-х годах проявились признаки упадка классицизма и впервые возникло иное художественное понимание архитектуры, что проявилось даже в творчестве крупнейших классицистических архитекторов, таких как В. П. Стасов, К. И. Росси, О. Монферан, Е. Д. Тюрин и других. Процесс выражался в отступлении от традиций и строгих правил русского классицизма, в сухости и измельчании форм и деталей, в некоторых случаях — в избыточной декоративности, утрате масштаба.
Ещё в рамках классицизма, архитекторы с целью украшения фасадов и интерьеров стали прибегать к эклектичному сочетанию в одном произведении разностилевых элементов, размывая жёсткие рамки классицистической архитектуры. Этот процесс порой находил выражение и в выдающихся образцах позднего классицизма. Так, здание университета в Киеве (1837—1843, архитектор В. И. Беретти) по формальным признакам относилось к классицизму, однако «холодность и сухость его архитектуры» свидетельствовала об изменении стиля.
Подобные же процессы прослеживались в доме Голландской церкви в Петербурге (1834—1839, архитектор П. Жако). Фасады зданий Сената и Синода (1829—1834, архитектор К. И. Росси) наоборот характеризовались усложнённостью, а арка, соединяющая здания, была выполнена с почти барочной пышностью. Наиболее показательно в этом процессе здание Исаакиевского собора (1818—1858, архитектор О. Монферран), в котором была утрачена масштабность, а фронтоны портиков перегружены горельефными композициями.
Характерными примерами угасания классицизма являлись петербургские произведения архитектора А. П. Брюллова. Здание Штаба гвардейского корпуса на Дворцовой площади (1837—1843) с ионическими полуколоннами на «подиуме» хотя и вписалось в ансамбль площади, но ему была присуща «сухая общая композиция, невыразительная пластика». Церковь Святого Петра (1832—1838) демонстрировала полный разрыв с каноническими формами классицизма, композиционно являясь перефразом романской архитектуры. Изменение классицизма в 1830-х годах прослеживается и в интерьерах Зимнего дворца, восстановленных после пожара 1837 года. Несмотря на прямое указание Николая I восстановить их в виде, существовавшем до пожара, интерьеры несли на себе отпечаток нового времени. В. П. Стасов создал вне стиля классицизма Помпейскую галерею и Зимний сад; А. П. Брюллов — Александровский (Готический) зал, Гостиную в готическом стиле, Ванную в мавританском стиле и другие.

### Николаевская эпоха
Период 1830—1850-х годов в архитектуре новейшего времени принято назвать Николаевской эпохой, по времени правления императора Николая I (встречаются термины: николаевский этап, николаевская эклектика, романтизм). В течение этого времени становление нового типа архитектурной деятельности шло параллельно с распадом классицизма, а перелом произошёл во многом благодаря творческой деятельности группы молодых архитекторов, начавших проектирование в 1820-х годах, среди которых: Константин Тон, Александр Брюллов, Андрей Штакеншнейдер, Иван Свиязев, Гаральд Боссе и другие. В основе формирования новых архитектурных воззрений лежала борьба с нормативностью классицизма и утверждение философско-этических идеалов романтизма. Архитектурная теория была поглощена разрешением общих проблем стиля, поиском путей развития архитектуры. Архитектурная мысль 1830—1840-х годов в целом была скорее философской.
Исследователи отмечают парадоксальность Николаевского этапа в архитектуре и культуре России в целом, так как в этот период шёл процесс ужесточения в сфере общественно-политической жизни и одновременно с ним активно развивалась отечественная художественная культура. Пилявский отмечал, что реакционная политика самодержавия способствовала упадку классицизма также, как и развитие капитализма. После расстрела декабристов на Сенатской площади в 1825 году царское правительство начало череду жестоких репрессий, и ввело жёсткую цензуру, затронувшую все виды искусства.
Идеи классицизма, с его демократической направленностью, перестали удовлетворять требованиям самодержавия, что вылилось в провозглашение теории официальной народности, воплощённой в триаде: «православие, самодержавие, народность». Новые идеологические установки отразились и на архитектурных кругах, в которых стали сомневаться в современности классицизма и его соответствии русским художественным традициям и обычаям. Возникшее идеологическое течение славянофильства, объявившее Древнюю Русь источником национальной самобытности и наследницей Византии, поддержало теорию официальной народности. Вследствие оформился русско-византийский стиль, насаждавшийся государством сверху.
В русско-византийском стиле произвольно соединялись элементы византийской, древнерусской архитектуры и приёмы классицизма. В храмовом строительстве стало широко использоваться пятиглавие. Знаковым для утверждения стиля стало возведение храма Христа Спасителя в Москве, посвящённого победе в Отечественной войне 1812 года. Из множества проектов, предложенных на конкурс, был отобран проект Константина Тона. Под влиянием государственной политики (одобрения всех проектов лично императором), русско-византийский стиль быстро распространился по всей стране. В 1839 и 1844 годах были изданы альбомы образцовых проектов для церквей. В целом, русско-византийский стиль, разработанный Константином Тоном, проявлялся в строительстве больших соборов и существовал за счёт государственного заказа.
Параллельно с развитием официального русско-византийского стиля в архитектуре стало популярно стилизаторство западноевропейской средневековой архитектуры. В начале 1830-х годов художник Карл Брюллов писал своему брату — архитектору Александру Брюллову: «…в Петербурге входит в моду всё готическое». Тенденция выразилась и в произведениях самого А. П. Брюллова, выстроившего в псевдороманском стиле церковь Святого Петра на Невском проспекте (1832—1838) и церковь Петра и Павла в Парголове (1831—1842). Одним из самых ярких произведений Михаила Быковского стал ансамбль усадьбы Марфино (1837—1839) выстроенный в романо-готическом стиле. Романтическая направленность в архитектуре была характерна и для некоторых западноевропейских зодчих. Одним из ярких примеров была Готическая капелла в парке Александрия в Петергофе, построенная в 1831—1834 годах берлинским архитектором Карлом Шинкелем.
Характерной чертой для русских архитекторов стала опора, в основном, на английскую архитектурную традицию, что было связано как с посещением русскими зодчими этой страны, так и с увлечением Англией русской аристократии. При этом образцы романтической готики, создававшиеся в России, тяготели не к средневековым подлинникам, а к адаптированным образцам неоготики второй половины XVIII века. Стремясь создать производящие сильное эмоциональное впечатление постройки, русские зодчие первой половины XIX часто соединяли в одном произведении формы европейской средневековой архитектуры с мотивами русского и восточного зодчества.
Романтизм начала века оказал влияние и на развитие такого направления искусства, как русский ориентализм. Интерес к искусству Востока развивался в европейской культуре на протяжении всего XVIII столетия, в архитектуре — в виде европеизированного китайского стиля шинуазри, одного из течений рококо. В начале XIX века романтизм спровоцировал рост интереса к мусульманским культурам. Русский ориентализм имел два источника: в связи с экспансией Российской империи на Восток (Кавказ и Средняя Азия) и западноевропейский ориентализм. В первой половине столетия ведущим ориентальным направлением в России являлся турецкий стиль. В интерьерах русской знати появились предметы турецкого быта, коллекции оружия, возникла мода на восточную одежду. Для хранения подобных коллекций в усадьбах и особняках проектировались восточные кабинеты, зачастую — павильоны в садах.
Расцвет турецкого стиля пришёлся на «колонизацию» Крыма русскими помещиками в 1820—1840-е годы. Первые приглашённые архитекторы Филипп Эльсон и Карл Эшлиман немало строили в турецком стиле, который носил ещё довольно условный характер, унаследовав некоторые особенности тюркери екатерининской эпохи. К подобным постройкам относились Азиатский павильон (старый дворец, 1824—1828) в Алупке, новый дворец в Алупке (1832—1848, архитектор Эдвард Блор), дом Л. С. Потоцкого в Ливадии, дом П. С. Палласа около Симферополя, «псевдотатарские» дачи с галереями М. А. Нарышкиной в Мисхоре и Д. Е. Башмакова в Мшатке, дом в мавританском стиле в имении Карасан генерала Н. Н. Раевского (1839) и другие. В восточном стиле был выстроен собор Святого Иоанна Златоуста в Ялте (1833—1837, архитектор Георгий Торичелли). «Мусульманский» или «азиатский» стиль (его называли по-разному) получил широкое распространение в архитектуре Крыма.
Под влиянием Западной Европы к турецкому постепенно добавилась мода на неомавританский стиль, получивший в России широкое распространение, в первую очередь в оформлении интерьеров. В Российской империи к середине столетия ученики Императорской академии художеств начали интересоваться «российским востоком», посещать Среднюю Азию и Закавказье. К маршрутам пенсионеров академии в Европе кроме изучения классических памятников добавились памятники мавританского зодчества Андалузии, среди пенсионерских работ появились труды, посвящённые мавританской архитектуре Альгамбры. Первым примером интерьера в мавританском вкусе, созданным в России, стала Мавританская ванная в Зимнем дворце (1839—1840, архитектор Александр Брюллов). Тем не менее, расцвет неомавританского стиля в архитектуре России пришёлся только на вторую половину XIX века.
В то же время происходит изменение отношения к классике, которая утрачивает привилегированное положение среди других «исторических стилей» — «ордер низводится на уровень одной из возможных декоративных форм». Открывшаяся «свобода выбора форм» повлекла возникновение «неостилей»: необарокко, неоренессанса, неогреческого стиля.
На становление необарокко оказала влияние увлечённость Николая I деятельностью Петра I. В обществе возник интерес к застройке эпохи петровского и елизаветинского барокко, появилась мысль о необходимости сохранения памятников данного времени, осуществившаяся в своеобразной «реставрации», сочетавшей приёмы воссоздания и реконструкции зданий (характерный пример — восстановление сгоревшего в 1837 году Зимнего дворца). Постепенно мотивы русского барокко и рококо приобретали всё большую популярность. Использование барочных и рокайльных форм в декоративном убранстве фасадов и интерьеров встречалось в архитектурной практике с 1830-х годов (перестройка дома П. Н. Демидова, 1836—1839, архитектор Огюст Монферран; перестройка дома графа А. И. Чернышева, 1839, архитектор Андрей Тон). Одним из первых необарочных особняков в Санкт-Петербурге стал перестроенный дом полковника Н. В. Зиновьева (1843—1844, архитектор Василий Лангваген). В целом, до конца 1840-х годов необарокко использовалось преимущественно при перестройке различных зданий и сооружений.
Необарочная школа сложилась в Санкт-Петербурге, среди архитекторов, приближенных к императорскому двору, так как обширное поле для творческой деятельности предоставляли высочайшие резиденции в Петергофе, Ораниенбауме и Царском Селе, рядом с которыми располагались частные владения министров и придворных. Здесь необарочный «изящный стиль», ориентировавшийся на творчество Бартоломео Растрелли, находил наибольший спрос. Одним из первых барочные мотивы в оформлении петергофских построек стал использовать Иосиф Шарлемань. Наиболее ярким представителем необарокко считается придворный архитектор Андрей Штакеншнейдер. По его проектам был выстроен ряд дворцов: Мариинский, Николаевский, Ново-Михайловский, «во вкусе Растрелли»
— дворец князей Белосельских-Белозерских (1846—1848) в Санкт-Петербурге, дворец в Ореанде в Крыму, несколько усадебных ансамблей: Михайловка, Знаменка и Сергиевка. Все эти постройки были отмечены эклектизмом. В необарокко в этот период также работали придворные архитекторы Гаральд Боссе, Ипполит Монигетти и Николай Бенуа. К 1850-м годам стиль получил признание и к необарочному движению присоединились многие зодчие, не приближенные к двору, среди которых Фридрих Август Ланге, Роман Кузьмин, Людвиг Бонштедт, Людвиг Бульери, Густав Барч, А. И. Лапин и другие. Расширился круг заказчиков (среднее чиновничество, промышленники, купцы и мещане) и прообразов необарокко (маньеризм, «итальянский стиль» XVII века, южно-германское барокко, французское рококо, русская архитектура петровского времени). Новый стиль стали активно применять при возведении городских особняков и доходных домов. В Москве необарокко не получило большого развития (жилой дом на Воздвиженке, 1850-е годы, архитектор Н. И. Козловский).
Неоренессанс, ориентировавшийся на художественные формы итальянского, французского и немецкого Возрождения, прослеживался в архитектуре России с 1830-х годов (особняк П. Н. Демидова, 1835—1840, архитектор Огюст Монферран).
Неоренессансная архитектура делилась на две разновидности: ордерную и безордерную. Особенностью второй было то, что между ней и поздним классицизмом сложно провести резкую границу (перерождение позднеклассицистических приёмов в неоренессансные шло постепенно в течение 1840—1850-х годов). Одним из первых неоренессансные формы стал использовать Гаральд Боссе, создавший в начале 1840-х годов переходный вариант стиля от классицизма к неоренессансу (особняк Нарышкиных, 1841, особняк И. В. Пашкова, 1841—1844). С 1840-х годов в Санкт-Петербурге в моду входит обращение к раннему «флорентийскому ренессансу» XV века (дом графа А. А. Закраевского, 1843, архитектор Боссе; особняк графа Л. В. Кочубея, 1844—1846, архитектор Роман Кузьмин; дом князя М. В. Кочубея, 1853—1855, архитектор Боссе).
Неоренессанс проявился в художественной разработке нового типа здания — железнодорожного вокзала. В 1843—1851 годах по проекту Константина Тона были возведены два вокзала в Москве и Санкт-Петербурге, в архитектуре которых использовался приём ренессансной (палладианской) системы поэтажного расположения ордерных полуколонн. Подобный метод использовал и Николай Ефимов в зданиях Министерства государственных имуществ на Исаакиевской площади (1844—1853).
В Москве в николаевский период неоренессансная школа была представлена только двумя местными архитекторами — Николаем Козловским и Михаилом Быковским. Набор ренессансных форм был весьма условен и ограничен. Характерные постройки этого периода: купеческая биржа на Ильинке (1835—1839, архитектор Михаил Быковский), дом Секретарева (1852, архитектор Николай Козловский), Станция почтовых карет при Почтамте (1855—1858), декорация Большого театра (1855—1856, архитектор Альберт Кавос).
В начале XIX века романтизм оказал большое влияние на классицизм. Значительную роль в этом процессе играла научная составляющая — антиковедение, археология, искусствоведение, позволившие модифицировать традиционный классицизм в «романтическом ореоле исторической достоверности». На этой волне возникли неогреческий и помпеянский стили, вдохнувшие новую жизнь в эстетический идеал классицизма. Первые попытки воплотить новый классицистический замысел в конкретных античных формах предпринимались ещё в 1800-е годы (Здание Биржи на Васильевском острове, 1805—1816, архитектор Тома де Томон). Русские зодчие стали использовать не канонические ордера эпохи Возрождения, а их древнегреческий аналог — дорический ордер пестумского типа. Идейным вдохновителем движения неогрек стал учёный-антиковед, видный административный и политический деятель Алексей Оленин.
Во второй четверти XIX века, с активизацией процесса историзма в архитектуре, подобное проектирование получило дальнейшее развитие. Абстракции идеального образа античности времени классицизма (Пантеон, термы, арки и прочее) в николаевский период постепенно расширились до подражания широкому кругу явлений античного искусства, не только Древней Греции и Древнего Рима, но и включая разнообразные региональные средиземноморские культуры. Так в архитектуре появились сразу несколько антикизирующих стилей: неогреческий, римский, помпейский, египетский (последний был ориентирован на искусство эллинистического и римского периодов в истории Египта). Характерной чертой неогреческого, помпейского и римского стилей являлась некоторая схожесть в архитектурных формах, так как на тот момент, из-за неразвитости исторической науки, искусство Помпей считали воплощением греческого начала в римском искусстве (поэтому зачастую эти стили базировались на одних и тех же источниках). Неогреческий стиль возник в России в 1820-х годах, на основе нового прочтения древнегреческой классики. Прототипом для него служили постройки, подобные Эрехтейону. Параллельно в России возрастал интерес к древнегреческой культуре, связанный с греческим освободительным движением от турецкого господства и провозглашением независимости Греции по Андрианопольскому мирному договору 1829 года. Неогреческие мотивы присутствовали в творчестве Карла Шинкеля и его последователей в России — Александра Брюллова, Андрея Штакеншнейдера и других русских архитекторов периода ранней эклектики. Одними из первых примеров крупных неогреческих общественных зданий стали работы Александра Брюллова: Пулковская обсерватория (1834—1839) и Штаб отдельного Гвардейского корпуса на Дворцовой площади (1837—1843). Большую роль в популяризации древнегреческой архитектуры сыграл Лео фон Кленце, чья деятельность была хорошо известна архитектурному сообществу в России (он был принят «вольным общником» — почётным членом, — Российской Императорской художественной академии). Император, впечатлённый работами архитектора в Мюнхене, вступил с ним в личный контакт и пригласил составить проект Нового Эрмитажа (1842—1851).
Одним из самых ярких и оригинальных направлений в архитектуре николаевского времени стал помпейский или помпеянский стиль, отличавшийся праздничной полихромностью. Основное применение он нашёл в интерьерах, но поскольку пришёлся по вкусу Николаю I, получил дальнейшее развитие в дворцовых постройках императорской семьи. Главными образцами стиля в интерьере стали Помпейская столовая и Помпейская галерея в Зимнем дворце, выполненные по проекту главного приверженца помпейского стиля Александра Брюллова. Дань стилю архитектор отдал и в перестройке собственного дома на Кадетской линии Васильевского остова (1845). Зодчий перестроил внутренние пространства здания, максимально приблизив их к традиционному помпейскому жилищу. Успешно работал в данном направлении и Андрей Штакеншнейдер. При декорировании Мариинского дворца, он выполнил в помпейском стиле несколько покоев. Царицын павильон на Царицыном острове в Петергофе (1842—1844) стал первым опытом архитектора в создании целостной внутренней помпейской отделки (хотя внешний вид строения можно было отнести скорее к неогреческому стилю).
В первой половине XIX века в Российской империи начало оформляться новое направление в архитектуре — кирпичный стиль, суть которого сводилась к тому, что кирпичная кладка здания либо оставалась обнажённой, либо дополнительно облицовывалась фасадным кирпичом. Истоки стиля уходили корнями к кирпичной готике XIII—XVI века. Впервые готические формы с открытой кирпичной кладкой применил Михаил Быковский при строительстве усадьбы Марфино (Главный дом усадьбы, 1837—1838). Отдельные образцы данного течения появились в середине столетия (здание съезжего дома Коломенской части, 1849—1851, архитектор Рудольф Желязевич; дом Татищева на Караванной улице, 1840-е годы, архитектор Адриан Робен).
В 1850-е годы в русской архитектуре возникла концепция рационализма, автором которой стал теоретик архитектуры Аполлинарий Красовский. Теоретическое обоснование рационализма было изложено в его труде «Гражданская архитектура. Части зданий», изданном в 1851 году, согласно которому источником художественных форм должны выступать строительные материалы, техника и конструкции. Единственным направлением рациональной архитектуры, вылившимся в самостоятельное течение, стал кирпичный стиль. Широкое распространение он получил уже во второй половине столетия, начиная с 1870-х годов.

## Особенности эклектики

### Работа с пространством
Для периода эклектики был характерен новый подход к структуре архитектурного объекта — плана, объёма, конструкции здания. В XIX веке архитекторы считали, что форма определяется назначением (функцией) постройки. В проектировании новшества проявились в появлении метода функционального проектирования, так называемого метода «изнутри — наружу», когда вначале разрабатывалась функциональная схема, которая позже «одевалась» внешней оболочкой-конструкцией. Эскизные чертежи периода эклектики показывали, что изначально выбранная конструкция всегда сохранялась, а пластический декор варьировался в процессе проектирования.
Изменения в общественной жизни спровоцировали появление ранее неизвестных типов зданий. Выставки, вокзалы, банки, городские торговые помещения требовали просторных и светлых помещений. Проектирование школ, больниц, вокзалов, музеев, жилых домов преследует целью создание удобства — комфорта. Исчезает универсальная для классицизма анфилада, сохраняемая только в музеях. На первый план выходит свободная планировка: каждый крупный элемент плана выделялся в самостоятельный объём со своей крышей; связывались объёмы согласно логике коммуникаций. Получавшийся при таком подходе свободный несимметричный план считается одним из главных признаков эклектики.
Скомпонованные подобным образом здания получали сложный силуэт, подчёркивавший живописность объёмного построения. Типичный для классицизма горизонтальный обрез кровли заменяется вдохновлёнными французским Возрождением высокими кровлями и башенками, готическими шпилями, кровлями заимствованными из русского каменного и деревянного зодчества.
Поскольку период эклектики предполагал «умный выбор», свободная планировка не всегда казалась предпочтительным вариантом: самые жёсткие требования к планировке и объёмно-пространственному решению ставило расположение здания в сплошной уличной застройке, характерное для Санкт-Петербурга. В данном случае архитекторы использовали симметричную схему, отказывались от сильной пластики, разрушавшей целостность фронта застройки. Наиболее характерным в такой ситуации был слабо расчленённый симметричный фасад, типичный для доходных домов. Тем не менее, стремясь обогатить пластику зданий, архитекторы активно использовали эркеры, балконы, угловые башенки, ризалиты.

### Эклектизм и стилизаторство
Термин эклектика зачастую путается или приравнивается к термину эклектизм, хотя второй из них являлся одной из двух форм выражения эклектики; второй формой являлось стилизаторство. Эклектизм допускал определённую свободу в сочетании различных архитектурных форм в одном элементе здания, которые могли быть заимствованы из различных архитектурных стилей. Стилизаторство имело противоположный вектор, предполагая использование форм одного стиля в пределах одного элемента — фасада, интерьера.
Стилизаторство получило широкое применение в проектировании и строительстве уникальных зданий — дворцов, музеев, театров, церквей, банков. Эклектизм господствовал в области возведения построек массового назначения — доходных домов, больниц, школ, частично — вокзалов, магазинов. Хронологически стилизаторство преобладало в период 1830-х — 1850-х годах. Со второй половины столетия в архитектурной практике все прочнее укоренялся эклектизм.

### Многостилье эклектики
Многостилье — характерный творческий метод эклектики. Объединяющим признаком архитектуры 1830—1890-х годов являлось разнообразие, выражавшееся как в типах зданий, конструкций, объёмно-пространственных решений, так и в «стилях». Каждый архитектор периода эклектики, за редким исключением, работал в разнообразных архитектурных направлениях. Появление многостилья было обязано историзму мышления, доминировавшему в общественном и профессиональном сознании: архитекторы брали из прошлого то, что отвечало требованиям современности — типы пространственных решений и конструктивные схемы, композиционные приёмы и архитектурный декор.
Система критериев для отбора стиля-источника строилась на «умном выборе». В период эклектики считалось: дворец должен быть величественным и «богатым», дача — уютной и «непринуждённой», административное здание — строгим и внушительным. На этом основании для дворцовой архитектуры адекватным считался облик дворцов Возрождения, французского и английского классицизма, петербургского барокко; даче или вилле соответственно подходил образ помпейской виллы или английского коттеджа, городской управе — классицистический фасад. Для новых типов общественных зданий, не имевших исторических аналогов, — вокзалов, банков, пассажей, — прототипы исторических стилей отбирались на основе эмоционального впечатления от архитектурных форм.
Вторым критерием выбора стиля-источника служило знание об исторической принадлежности тех или иных архитектурных форм. Характерный пример — «кабинет Фауста» в Публичной библиотеке в Санкт-Петербурге, где хранились средневековые книги и рукописи, оформленный в готическом стиле. Подобный подход выбора стиля-источника отразился в сфере культового зодчества: православные церкви строили в русском стиле, лютеранские — в готическом или романском. К «восточным» стилям — «мавританскому», «китайскому», «японскому», — прибегали, в основном, когда было необходимо напомнить или создать впечатление восточной неги, роскоши, покоя.
Иной символический ряд в архитектуре эклектики был связан с социальными, политическими ассоциациями. Обилие в русских городах построек, обладавших сходством с обликом зданий Западной Европы, со временем стало восприниматься как свидетельство культурной зависимости от неё. Недовольство таким положением привело к возникновению русского стиля и «национальной» строительной лихорадки 1870—1880-х годов, охватившей Россию, и особенно Москву. Разные общественные круги видели в ней симптом освобождения от космополитизма и «засилья» Запада. Примерами подобного подхода также служили: проект театра в Тбилиси в «восточном» стиле, в котором архитектор Виктор Шрётер стремился выразить идею древности и богатства грузинской культуры, и застройка центральных районов Баку конца XIX — начала XX веков в «восточном» стиле.
Некоторые стилевые течения были унаследованы от предромантической архитектуры XVIII века. В архитектуре загородных усадеб закрепился «готический» стиль. В 1830-х годах мода на готику была поддержана распространившимся интересом к католицизму и средневековому мистицизму. «Люди спасались от настоящего в средние века, в мистицизм, читали Эккартегаузена, занимались магнетизмом и чудесами князя Гогенлоэ», — писал Александр Герцен.

#### Исторические стили и виды эклектики
Исторические стили — условное собирательное название ряда стилистических направлений в архитектуре 2-й трети XIX — начала XX веков, для которых характерно воспроизведение характерных элементов того или иного стиля прошлого. В архитектурных школах разных стран набор исторических стилей, использовавшихся для цитирования или прямого заимствования, был различен.
В системе терминов отечественного искусствоведения эклектика как обобщённое наименование архитектурного стиля предполагает использование элементов так называемых исторических стилей. Т. Ф. Давидич и Л. В. Качемцева, изучив работы современных исследователей архитектуры Российской империи, выделили 20 самостоятельных направлений в рамках историзирующей архитектуры, которые непосредственно связаны как с зарождением и формированием эклектики, так и её связью (взаимном влиянии) с хронологически параллельно развивавшимися стилями русской архитектуры (как, например, классицизм, модерн, ретроспективизм). Исследователи также выделяли эклектику как метод сознательного смешения элементов различных исторических стилей, обозначив временные рамки её существования 1770—1910-е годами.
Многообразие исторических стилей эклектики исследователи объединяют в две разновидности:
- Академическую эклектику
- Антиакадемическую эклектику.

Академическая эклектика включала все виды «классицистических стилей» — неогреческий, неоренессанс, необарокко, неорококо, поздний классицизм, римский, стили Людовиков. Данные исторические стили ассоциировались с просвещением, наукой, гуманностью и благотворительностью, частично с богатством, в том числе, с интеллектуальным. В количественном отношении они сохраняли пальму первенства на протяжении всего XIX века. В этих стилях строились музеи, библиотеки, учебные заведения, больницы, бани, банки, доходные дома и особняки.
Антиакадемическая эклектика включала три направления:
- Романтическое (русская неоготика, русский ориентализм)
- Национальное (русско-византийский стиль, русский стиль)
- Рационалистическое (кирпичный стиль).

| Академическая эклектика                                                                                              |                                                              |                                                   |
| Неогреческий стиль                                                                                                   | «неогрек»                                                    | 1830—1910-е годы                                  |
| Неоренессанс | «Академический ренессанс»                                    | 1830—1920-е годы                                  |
| Необарокко | «Второе барокко»                                             | 1830—1910-е годы                                  |
| Бозар | —                                                            | 1830—1910-е годы                                  |
| Классицизирующая эклектика                                                                                           | —                                                            | 1830—1910-е годы                                  |
| Антиакадемическая эклектика                                                                                          |                                                              |                                                   |
| Романтическое направление                                                                                            |                                                              |                                                   |
| Русская неоготика | * «Русская готика» * Устаревшие: ложная готика, псевдоготика | 1770-е — начало XX века                           |
| Экзотическая (ориентальная) эклектика: * индо-сарацинский стиль * неомавританский стиль * египтизирующий стиль и др. | Восточный стиль                                              | 1820-е годы — рубеж XIX — XX веков                |
| Неороманский стиль                                                                                                   | —                                                            | 1870—1913 годы                                    |
| Национально-романтическое направление                                                                                |                                                              |                                                   |
| Русско-византийский стиль                                                                                            | Византийско-русский стиль                                    | * 1815 год * 1830—1850-е годы — до конца XIX века |
| Русский стиль | * Русский национальный стиль * Русский народный стиль        | * 1815—1830-е годы * 1850—1910-е годы             |
| Неовизантийский стиль                                                                                                | «Византийский стиль»                                         | 1860—1913 годы                                    |
| Рационалистическое направление                                                                                       |                                                              |                                                   |
| Кирпичный стиль | «Кирпичная» архитектура                                      | 1860—1890-е годы и позже                          |
| Переходная от эклектики к модерну                                                                                    |                                                              |                                                   |
| Протомодерн с элементами русского, романского и готического стилей                                                   | —                                                            | 1870-е — начало 1900-х годов                      |

## Архитекторы
Крупнейшие мастера эклектики в российской архитектуре:
- первый этап
  - Быковский, Михаил Дормидонтович
  - Тон, Константин Андреевич
  - Штакеншнейдер, Андрей Иванович
- второй этап
  - Быковский, Константин Михайлович
  - Каминский, Александр Степанович
  - Клейн, Роман Иванович
  - Парланд, Альфред Александрович
  - Померанцев, Александр Никанорович
  - Чичагов, Дмитрий Николаевич

### Комментарии
1. ↑  В русском искусствоведении отсутствует терминологическая определённость в отношении русской архитектуры, стилизовавшей барокко. В 1930-х годах в академических кругах барочное направление эклектики получило определение «псевдобарочный эклектизм». В 1980-х годах, с выходом научных работ доктора искусствоведения Андрея Пунина, распространился термин «второе барокко». Термин «необарокко» долгое время не принимался многими исследователями, однако искусствовед Алексей Бурдяло писал, что он наиболее адекватен описываемому явлению[62]. В последние годы термин «необарокко» наиболее распространён, что нашло отражение и в энциклопедических изданиях[63].
2. ↑  В русском искусствоведении долгое время отсутствовала терминологическая определённость в отношении стилизации готики в русском искусстве. Исследователь Н. А. Кожин в 1930-х годах писал о «готике», «псевдоготике» и «ложной готике» в применении к архитектуре конца XVIII века[64][65]. Искусствовед Елена Борисова давала развёрнутое определение трём эпохам «готического стиля» в русской архитектуре: «Ложная готика» или просто «готика» — конец XVIII века; «Псевдоготика» — XIX век; «Неоготика» — конец XIX — начало XX века[66]. Искусствовед М. Г. Баранова использовала альтернативный вариант периодизации и терминологии: «Псевдоготика» — 2-я пол. XVIII — 1800-е годы; «Неоготика» — 1810—1880-е годы; «Готический модерн» — 1890—1910-е годы[67]. Последние исследования рассматривают готические стилизации в русской архитектуре XVIII — начала XX века как единое течение, относящееся к общеевропейской неоготике, и определяют его термином русская неоготика[68]
3. ↑  Признаки протомодерна в архитектуре 1870-х годов были впервые подмечены Геннадием Алексеевым в статье «О классификации петербургского модерна» (1980). К протомодерну относила работы Абрамцевского кружка Елена Борисова («Русская архитектура второй половины XIX века», 1979), хотя и не употребляла термин напрямую[70].